# 陕西小檗
陕西小檗（学名：Berberis shensiana）是小檗科小檗属的植物，为中国的特有植物。分布在中国大陆的陕西等地，生长于海拔1,250米至3,000米的地区，一般生长在林地、路边、山坡以及灌丛中，目前尚未由人工引种栽培。